# Chânes
Chânes – miejscowość i gmina we Francji, w regionie Burgundia-Franche-Comté, w departamencie Saona i Loara.
Według danych na rok 1990 gminę zamieszkiwało 530 osób, a gęstość zaludnienia wynosiła 237 osób/km² (wśród 2044 gmin Burgundii Chânes plasuje się na 435. miejscu pod względem liczby ludności, natomiast pod względem powierzchni na miejscu 1355.).